# Sahlenburg
Sahlenburg er en bydel og turistby i Cuxhaven ved den nedersaksiske Vesterhavskyst. Sahlenburg grænser sydvest til nabo bydelen Duhnen som også en af turistcentrene i Landkreis Cuxhaven.

## Historie
Omkring 18.000 f. Kr. blev der i mosen "Sahlenburger Pennworthmoor" fundet de første fund af flintværktøj benyttet af istidens rensdyrjægere.
1325 blev Sahlenburg nævnt for første gang nævnt på skrift.
Sahlenburg og omegnskommunerne tilhørte indtil 1864 det hamborgske amt Ritzebüttel og derefter til Landherrenschaft Ritzebüttel. 1871 fik Sahlenburg ved indføringen af den hamborgske kommuneordning Hamburgischen Gemeindeordnung sin egen kommune.
I september 1906 åbnede Tysklands første sømandshospital på et omkring 35 hektar stort hedeareal.
1926 blev kommunerne Arensch, Berensch, Duhnen, Groden, Gudendorf, Holte, Insel Neuwerk, Oxstedt, Sahlenburg, Spangen, Stickenbüttel, Süder- und Westerwisch under "Landherrenschaft Hamburg". 1970 blev Sahlenburg en del af kommunen Cuxhaven.
Fra 1937 til 1970 var der i Sahlenburg en kystradiostation. Efter lukningen af radiostationen benyttes antenneanlægget til mobilradionettet.
- Sahlenburg
- Udsigten over vadehavet til Neuwerk
- Højhuse i Sahlenburg
- Vandrevej til Duhnen ved havet
- Vadehavet ved Sahlenburg om vinteren

### Turisme
Sahlenburg er ligesom Döse et familie-badested. Ved højvande er det muligt at bade havet. Der er gode vandremuligheder i heden "Duhner Heide" og i den 315 hektar store skov Wernerwald, i naturområdet Finkenmoor, til Duhnen og til øen Neuwerk. Om sommeren daglig kørsel med hestevogn til Neuwerk. Sahlenburg har også to store campingpladser.